# Criminal Minds
Criminal Minds és una sèrie policíaca procedimental estatunidenca creada per Jeff Davis. Es va estrenar el 22 de setembre de 2005 a la cadena CBS i és produïda per The Mark Gordon Company, en associació amb CBS Television Studios i ABC Studios.
Dos anys més tard, la sèrie, ara reanomenada Criminal Minds: Evolution, tornaria per a una setzena temporada; que es va estrenar a Paramount+ el novembre de 2022. Actualment Criminal Minds està renovada per a una divuitena temporada que s'estrenarà durant el 2025 i una dinovena temporada.

## Sinopsi
La sèrie és protagonitzada per la Unitat d'Anàlisi de Conducta, un departament de l'FBI encarregat de perseguir criminals en sèrie mitjançant la investigació del seu perfil conductual. Quan la sèrie es va estrenar al setembre 2005, l'equip estava format pels agents Jason Gideon (Mandy Patinkin), Aaron Hotchner (Thomas Gibson), Elle Greenaway (Lola Gaudini), Derek Morgan (Shemar Moore), Spencer Reid (Matthew Gray Gubler), Jennifer 'JJ' Jareau (A. J. Cook) i Penelope Garcia (Kirsten Vangsness). A la primera temporada, Garcia encara no era membre principal de la unitat, tot i tenir un paper recurrent durant la majoria dels episodis.
L'any 2006, a l'inici de la segona temporada, l'actriu Lola Glaudini es va acomiadar de la sèrie per motius personals i la va substituir l'actriu Paget Brewster en el paper d'Emily Prentiss.
A l'inici de la tercera temporada, Mandy Patinkin, que interpretava el personatge de Jason Gideon -líder de la Unitat d'Anàlisi de Conducta-, va anunciar la seva sortida de la sèrie, al·legant que els continguts dels episodis el disgustaven profundament; Joe Mantegna el va reemplaçar interpretant David Rossi, un agent especial de l'FBI i escriptor de best-sellers. També durant la tercera temporada l'actriu A.J. Cook va deixar el rodatge degut al seu embaràs; posteriorment el seu fill a la vida real ha tingut un paper recurrent com a fill del seu personatge.
A la sisena temporada, s'anuncia que el personatge d'Emily Prentiss veuria reduïdes les seves aparicions i a l'actriu A.J. Cook no se li renova el contracte, essent reemplaçades per la Rachel Nichols com la cadet de l'FBI Ashley Seaver; aquestes dues baixes van causar un gran descontentament en l'audiència, que mitjançant queixes a mitjans i xarxes socials, va aconseguir que els dos personatges tornessin a la sèrie i la sortida de la sèrie de Nichols.
A la vuitena temporada, Brewster deixa la sèrie i s'incorpora l'actriu Jeanne Tripplehorn, que durant dues temporades va interpretar el paper d'Alex Blake, una experta en lingüística. El personatge de Prentiss fa una aparició especial a l'episodi número 200.
A la desena temporada, Jennifer Love Hewitt s'uneix al repartiment de la sèrie, interpretant el paper de Kate Callahan, una agent que havia treballat com a infiltrada en diferents missions de l'FBI. L'actriu, acabarà no renovant per la temporada número 11, a causa de motius personals. Durant la mateixa temporada 10, el personatge de Jason Gideon és mort, acabant qualsevol possibilitat per Patinkin per retornar a la sèrie.
L'onzena temporada (setembre 2015) incorpora l'actriu Aisha Tyler en el paper recurrent de la doctora Tara Lewis. Moore abandonarà el programa durant la temporada. Encara que havia decidit inicialment no renovar el seu contracte després de la desena temporada, el van convèncer per continuar durant 18 episodis més, per donar-li un final adequat.
Una setmana després de la sortida de Moore, Brewster fa la seva segona aparició com a invitada especial i a la temporada 12 es converteix novament en personatge regular. Moore havia estat substituït per Adam Rodriguez, que interpreta Luke Alvez, un agent especialitzat en la cerca de fugitius. Tyler es converteix en regular a partir d'aquesta temporada. Gibson és suspès i finalment acomiadat de la sèrie, a causa d'una baralla amb un dels productors i és reemplaçat per Damon Gupton, interpretant a l'Stephen Walker. El contracte de Gupton no va ser renovat després de la temporada 12, en el qual la CBS va anomenar com a part de canvis creatius en la sèrie. Daniel Henney, que era protagonista regular al spin-off Criminal MInds: Beyond Borders, com a Matt Simmons es converteix en regular a partir de la 13a temporada.
El 26 d'abril del 2019 s'anuncia que la temporada final portarà per títol 'i el final,,,'

## Repartiment
| Actor                | Personatge      | Temporades     | Temporades     | Temporades     | Temporades     | Temporades     | Temporades     | Temporades     | Temporades     | Temporades     | Temporades     | Temporades     | Temporades     | Temporades     | Temporades     | Temporades     | Temporades | Temporades |
| Actor                | Personatge      | Criminal Minds | Criminal Minds | Criminal Minds | Criminal Minds | Criminal Minds | Criminal Minds | Criminal Minds | Criminal Minds | Criminal Minds | Criminal Minds | Criminal Minds | Criminal Minds | Criminal Minds | Criminal Minds | Criminal Minds | Evolution  | Evolution  |
| Actor                | Personatge      | 1              | 2              | 3              | 4              | 5              | 6              | 7              | 8              | 9              | 10             | 11             | 12             | 13             | 14             | 15             | 16         | 17         |
| -------------------- | --------------- | -------------- | -------------- | -------------- | -------------- | -------------- | -------------- | -------------- | -------------- | -------------- | -------------- | -------------- | -------------- | -------------- | -------------- | -------------- | ---------- | ---------- |
| Mandy Patinkin       | Jason Gideon    |                |                |                |                |                |                |                |                |                |                |                |                |                |                |                |            |            |
| Thomas Gibson        | Aaron Hotchner  |                |                |                |                |                |                |                |                |                |                |                |                |                |                |                |            |            |
| Lola Glaudini        | Elle Greenaway  |                |                |                |                |                |                |                |                |                |                |                |                |                |                |                |            |            |
| Shemar Moore         | Derek Morgan    |                |                |                |                |                |                |                |                |                |                |                |                |                |                |                |            |            |
| Matthew Gray Gubler  | Spencer Reid    |                |                |                |                |                |                |                |                |                |                |                |                |                |                |                |            |            |
| A. J. Cook           | Jennifer Jareau |                |                |                |                |                |                |                |                |                |                |                |                |                |                |                |            |            |
| Kirsten Vangsness    | Penelope Garcia |                |                |                |                |                |                |                |                |                |                |                |                |                |                |                |            |            |
| Paget Brewster       | Emily Prentiss  |                |                |                |                |                |                |                |                |                |                |                |                |                |                |                |            |            |
| Joe Mantegna         | David Rossi     |                |                |                |                |                |                |                |                |                |                |                |                |                |                |                |            |            |
| Rachel Nichols       | Ashley Seaver   |                |                |                |                |                |                |                |                |                |                |                |                |                |                |                |            |            |
| Jeanne Tripplehorn   | Alex Blake      |                |                |                |                |                |                |                |                |                |                |                |                |                |                |                |            |            |
| Jennifer Love Hewitt | Kate Callahan   |                |                |                |                |                |                |                |                |                |                |                |                |                |                |                |            |            |
| Aisha Tyler          | Tara Lewis      |                |                |                |                |                |                |                |                |                |                |                |                |                |                |                |            |            |
| Adam Rodriguez       | Luke Alvez      |                |                |                |                |                |                |                |                |                |                |                |                |                |                |                |            |            |
| Damon Gupton         | Stephen Walker  |                |                |                |                |                |                |                |                |                |                |                |                |                |                |                |            |            |
| Daniel Henney        | Matt Simmons    |                |                |                |                |                |                |                |                |                |                |                |                |                |                |                |            |            |
| Ryan-James Hatanaka  | Tyler Green     |                |                |                |                |                |                |                |                |                |                |                |                |                |                |                |            |            |
| Zach Gilford         | Elias Voit      |                |                |                |                |                |                |                |                |                |                |                |                |                |                |                |            |            |

   Personatge principal 

   Personatge recurrent 

   Aparició estelar 

   No va participar en la temporada

### Personatges principals
- Jason Gideon (Mandy Patinkin), Agent especial i supervisor sènior

És el millor agent de la Unitat d'Anàlisi de Conducta, supervisor de l'equip durant la primera i la segona temporada i el millor fent perfils criminals. A l'inici de la tercera temporada abandona la unitat degut a una sèrie de casos pertorbadors, l'assassinat de la seva amiga Sarah per un fugitiu i l'acomiadament temporal de l'agent Hotchner. Pren la decisió d'abandonar el FBI deixant la seva placa i la seva pistola en una cabana que acabarà trobant el Dr. Reid. A la desena temporada el seu personatge és assassinat en un cas que és resolt pel mateix equip que ell va dirigir.
- Aaron Hotchner (Thomas Gibson), Cap d'unitat i enllaç de comunicacions

És el cap de la unitat durant tota la sèrie, un dels agents més experimentats i líder natural de l'equip. La sèrie mostra com intenta conciliar la seva vida familiar i laboral; a la primera temporada neix el seu primer fill i durant les primeres temporades les exigències de la feina el acaben provocant el seu divorci. Durant la quarta temporada, un dels casos resolts per la Unitat no aconsegueix detenir l'assassí i aquest escapa; a la temporada següent el criminal reapareix i assassina l'ex-dona de Hotchner. És un expert negociador i en molts episodis és ell l'encarregat de convèncer el criminal, sobretot en els casos en què hi ha ostatges.
- Elle Greenaway (Lola Glaudini), Agent especial

És una experta en crims sexuals. Té ascendència cubana i va ser agent de la Unitat durant les primeres dues temporades. El seu personatge abandona la sèrie després que un criminal intenta assassinar-la; Greenaway sobreviu però queda fortament traumatitzada. Durant l'últim capítol de la segona temporada mata a sang freda a un violador en sèrie i tot i que és absolta i es declara que va matar el violador en defensa pròpia, abandona la Unitat en quant els seus caps li recomanen una avaluació psicològica.
- Derek Morgan (Shemar Moore), Agent especial - entrenador tàctic

Original de la ciutat de Chicago, és un dels agents més antics de la Unitat. La seva especialitat són els crims obsessius, durant el seu passat de policia a Chicago va treballar com a infiltrat i també com a membre de l'equip desactivador d'explosius, capacitat que li és requerida en alguns episodis de la sèrie. Durant la segona temporada es descobreix que va patir abusos sexuals durant la seva infància i un dels casos que la Unitat investiga el portarà a recordar aquest episodi del seu passat. Té un temperament fort però manté un bon esperit amb tot l'equip i sovint bromeja amb la tècnica de comunicacions Penélope García.
- Dr. Spencer Reid, (Matthew Gris Gubler), Agent especial

Apareix a la sèrie com al protegit de Jason Gideon. És un jove superdotat, amb capacitats intel·lectuals úniques i una memòria eidètica que sovint és utilitzada a la Unitat per a l'anàlisi de múltiples dades i per descobrir patrons amagats. És doctor en Química, Matemàtiques i Enginyeria, llicenciat en psicologia, sociologia i filosofia. A la sisena temporada, comença a patir fortes migranyes que li fan pensar que pugui ser un símptoma d'esquizofrènia, malaltia que pateix la seva mare, ingressada en un centre des que ell tenia 18 anys. És el membre més jove de l'equip.
- Jennifer "JJ" Jareau (A.J. Cook), Agent especial i enllaç amb els mijtans

És l'enllaç de l'equip amb els mitjans i agències locals de policia. A la segona temporada coneix l'inspector de policía William LaMontaigne Jr, amb el qual manté una relació durant un any. Durant la tercera temporada es queda embarassada i el seu fill neix a la quarta temporada, un nen que serà apadrinat pels seus companys d'Unitat Penélope García i Spencer Reid. A l'inici de la sisena temporada li ofereixen una feina al Pentàgon, que ella rebutja dos cops però que finalment es veu forçada a acceptar i, per tant, a abandonar la Unitat. Retorna a la sèrie a finals de la mateixa temporada i a partir de la setena ja serà membre de ple dret de la Unitat, treballant com a perfiladora i deixant la seva tasca anterior com a enllaç amb els mitjans a la seva companya Penélope García i al seu cap Aaron Hotchner.
- Penélope García (Kirsten Vangsness), Tècnica informàtica i enllaç amb els mitjans

És l'encarregada de tecnologia audiovisual de la Unitat. Originalment Penélope va formar part de la llista de hackers buscats pel FBI, i finalment va ser reclutada per a treballar per a ells. Té una capacitat inigualable com a informàtica i és capaç d'interceptar qualsevol sistema informàtic. Paral·lelament a la seva feina a Quantico, és la líder d'un grup de suport a persones que han patit la mort sobtada d'un familiar. Durant la tercera temporada és atacada i disparada per un subjecte que serà atrapat per la unitat. Manté amb l'agent Derek Morgan una relació platònica en la qual ambdós flirtegen humorísticament per telèfon, fet que aporta comicitat a la sèrie.
- Emily Prentiss (Paget Brewster), Agent especial

s'incorpora a la Unitat a la segona temporada, és filla de diplomàtics i graduada a la Universitat Yale. Treballa pel FBI des de fa 10 anys i parla fluidament diferents idiomes. Durant la sisena temporada un antic amic l'amenaça a ella i la resta de la Unitat, provocant la seva sortida de la sèrie a l'episodi 6x08 ("Lauren"), que acaba amb la mort aparent de l'agent Prentiss. Tots els membres de la Unitat excepte Hotchner creu que està morta, però en realitat Prentiss sobreviu amb un nom fals en algun lloc d'Europa. Durant la setena temporada, Prentiss reapareix a la Unitat, causant un conflicte entre els companys i el cap Hotchner, l'únic que sabia que no havia mort i que no ho va comunicar a ningú per a protegir l'agent. Tot i que l'agent Emily Prentiss apareix com a membre durant tota la setena temporada, en l'últim episodi anuncia que ha acceptat un càrrec a la seu de la Interpol de Londres i que abandona la Unitat.
- David Rossi (Joe Mantegna), Agent especial i supervisor sènior

Apareix per primer cop a la tercera temporada com a substitut del supervisor Jason Gideon. Tot i que havia treballat anteriorment a la Unitat d'Anàlisi de Conducta, s'havia acollit a un retir anticipat per poder dedicar-se a l'escriptura de llibres i a donar conferències sobre criminalística. Durant la tercera temporada aconsegueix resoldre un antic cas que havia quedat obert per més de 20 anys. Al final de la setena temporada es descobreix que manté una relació amb la Directora Adjunta i Superior del cap de la Unitat, Erin Strauss.
- Dra. Alex Blake, (Jeanne Tripplehorn), Agent especial i experta lingüística

Apareix per primer cop a la vuitena temporada com a substituta de l'agent Prentiss. És doctora en lingüística i professora a la Universitat de Georgetown
- Kate Callahan (Jennifer Love Hewitt), Agent especial

Es una agent especial amb una espectacular carrera anterior en la qual havia fet d'infiltrada. Ella i el seu marit viuen amb la filla de la germana de Kate, que va morir als atemptats de l'11 de setembre. Al final de la desena temporada descobreix que està embarassada i demana un any d'excedència però acorda amb el seu cap Hotchner que tornarà a la Unitat.
- Erin Strauss (Jayne Atkinson); Directora Adjunta - Superior del Cap de la Unitat

Durant les primeres temporades Strauss apareix com a Directora i Superior, sobre tot en els casos en què el FBI ha de cridar l'atenció a la Unitat, essent un personatge amb connotacions negatives. A la sisena temporada, és Strauss la que força l'agent Jareu a agafar el lloc de treball al Pentàgon que la obliga a deixar la Unitat. A partir de la setena temporada el personatge és desenvolupat més detalladament i es descobreix el seu alcoholisme, pressionada pels agents Morgan i Hotchner, Strauss decideix acceptar ajut i aconsegueix superar l'addicció. Al final de la vuitena temporada és assassinada i homenatjada tant pel seu equip com pel seu company sentimental David Rossi, que mantenia una relació amb ella des de finals de la setena temporada.